# Strobilanthes sanjappae
Strobilanthes sanjappae är en akantusväxtart som beskrevs av Saravanam Karthikeyan och Moorthy. Strobilanthes sanjappae ingår i släktet Strobilanthes och familjen akantusväxter. Inga underarter finns listade i Catalogue of Life.